# Hans Prins
Hans Prins, född 9 augusti 1908 i Västanvik, Leksands församling, Kopparbergs län, död där 11 oktober 1999, var en svensk målare och tecknare.
Han var son till verkmästaren Prins Hans Hansson och Anna Ersdotter och från 1940 gift med Anna-Maria Juvas. Prins studerade i början av 1930-talet konst för Gustaf Ankarcrona och fortsatte därefter vid Tekniska skolan i Stockholm 1938–1939 samt under ett flertal resor till Norge där han studerade norskt väggmåleri. Separat ställde han ut i Leksand, Ludvika, Malung, Rättvik och Eskilstuna. Han medverkade i samlingsutställningar med Dalarnas konstförening. Bland hans offentliga arbeten märks en väggmålning på Leksands ålderdomshem. Hans konst består av stilleben naturalistiska landskap från mellersta Sverige och Norge utförda i olja, gouache eller tempera.